# Saturn-Award-Verleihung 2013
Die 39. Saturn-Award-Verleihung fand am 26. Juni 2013 statt. Signifikante Änderungen waren die Einführung der Kategorie Bester Independentfilm und die erstmalige Einbettung des Thrillergenres in die Kategorie Bester Horrorfilm bei gleichzeitiger Herauslösung aus der Kategorie Bester Action-/Adventurefilm.
Erfolgreichste Produktion mit vier Auszeichnungen wurde Marvel’s The Avengers.

## Nominierungen und Gewinner

### Film
| Kategorie                    | Preisträger                                    | Film                                     | Nominierungen |
| ---------------------------- | ---------------------------------------------- | ---------------------------------------- | --- |
| Bester Science-Fiction-Film  |                                                | Marvel’s The Avengers                    | Chronicle – Wozu bist du fähig? Cloud Atlas Die Tribute von Panem – The Hunger Games Looper Prometheus – Dunkle Zeichen |
| Bester Horrorfilm/Thriller   |                                                | The Cabin in the Woods                   | Argo The Impossible 7 Psychos Die Frau in Schwarz Zero Dark Thirty |
| Bester Fantasyfilm           |                                                | Life of Pi: Schiffbruch mit Tiger        | The Amazing Spider-Man Der Hobbit – Eine unerwartete Reise Ruby Sparks – Meine fabelhafte Freundin Snow White and the Huntsman Ted |
| Bester Action-/Adventurefilm |                                                | James Bond 007: Skyfall                  | Das Bourne Vermächtnis The Dark Knight Rises Django Unchained Les Misérables 96 Hours – Taken 2 |
| Bester internationaler Film  |                                                | Headhunters                              | Anna Karenina Huhn mit Pflaumen The Fairy My Way Pusher |
| Bester Independentfilm       |                                                | Killer Joe                               | Compliance Hitchcock The Paperboy Robot & Frank Safety Not Guaranteed Auf der Suche nach einem Freund fürs Ende der Welt |
| Bester Animationsfilm        |                                                | Frankenweenie                            | Merida – Legende der Highlands ParaNorman Ralph reichts |
| Beste Regie                  | Joss Whedon                                    | Marvel’s The Avengers                    | William Friedkin für Killer Joe Peter Jackson für Der Hobbit – Eine unerwartete Reise Rian Johnson für Looper Ang Lee für Life of Pi: Schiffbruch mit Tiger Christopher Nolan für The Dark Knight Rises |
| Bestes Drehbuch              | Quentin Tarantino                              | Django Unchained                         | Tracy Letts für Killer Joe Martin McDonagh für 7 Psychos David Magee für Life of Pi: Schiffbruch mit Tiger Joss Whedon für Marvel’s The Avengers Joss Whedon und Drew Goddard für The Cabin in the Woods |
| Bester Schnitt               | Alexander Berner                               | Cloud Atlas                              | Stuart Baird und Kate Baird für James Bond 007: Skyfall Bob Ducsay für Looper Jeffrey Ford und Lisa Lassek für Marvel’s The Avengers John Gilroy für Das Bourne Vermächtnis Tim Squyres für Life of Pi: Schiffbruch mit Tiger |
| Beste Spezialeffekte         | Janek Sirrs Jeff White Guy Williams Dan Sudick | Marvel’s The Avengers                    | Grady Cofer, Pablo Helman, Jeanie King und Burt Dalton für Battleship Joe Letteri, Eric Saindon, David Clayton und R. Christopher White für Der Hobbit – Eine unerwartete Reise Chris Corbould, Peter Chiang, Scott R. Fisher und Sue Rowe für John Carter – Zwischen zwei Welten Bill Westenhofer, Guillaume Rocheron, Erik-Jan De Boer und Donald R. Elliott für Life of Pi: Schiffbruch mit Tiger Cedric Nichols-Troyan, Philip Brennan, Neil Corbould und Michael Dawson für Snow White and the Huntsman |
| Beste Musik                  | Danny Elfman                                   | Frankenweenie                            | Mychael Danna für Life of Pi: Schiffbruch mit Tiger Dario Marianelli für Anna Karenina Thomas Newman für James Bond 007: Skyfall Howard Shore für Der Hobbit – Eine unerwartete Reise Hans Zimmer für The Dark Knight Rises |
| Beste Ausstattung            | Dan Hennah                                     | Der Hobbit – Eine unerwartete Reise      | Hugh Bateup und Uli Hanisch für Cloud Atlas Sarah Greenwood für Anna Karenina David Gropman für Life of Pi: Schiffbruch mit Tiger Rick Heinrichs für Dark Shadows Eve Stewart für Les Misérables |
| Bestes Kostüm                | Paco Delgado                                   | Les Misérables                           | Jacqueline Durran für Anna Karenina Kym Barrett und Pierre-Yves Gayraud für Cloud Atlas Sharen Davis für Django Unchained Bob Buck, Ann Maskrey und Richard Taylor für Der Hobbit – Eine unerwartete Reise Colleen Atwood für Snow White and the Huntsman |
| Bestes Make-Up               | Heike Merker Daniel Parker Jeremy Woodhead     | Cloud Atlas                              | Gregory Nicotero, Howard Berger, Peter Montagna und Julie Hewitt für Hitchcock Peter Swords King, Rick Findlater und Tami Lane für Der Hobbit – Eine unerwartete Reise David Martí, Montse Ribé und Vasit Suchitta für The Impossible Naomi Donne, Donald Mowat und Love Larson für James Bond 007: Skyfall Jean Ann Black und Fay Von Schroeder für Breaking Dawn – Biss zum Ende der Nacht, Teil 2 |
| Bester Hauptdarsteller       | Matthew McConaughey                            | Killer Joe                               | Christian Bale für The Dark Knight Rises Daniel Craig für James Bond 007: Skyfall Martin Freeman für Der Hobbit – Eine unerwartete Reise Hugh Jackman für Les Misérables Joseph Gordon-Levitt für Looper |
| Beste Hauptdarstellerin      | Jennifer Lawrence                              | Die Tribute von Panem – The Hunger Games | Jessica Chastain für Zero Dark Thirty Ann Dowd für Compliance Zoe Kazan für Ruby Sparks Helen Mirren für Hitchcock Naomi Watts für The Impossible |
| Bester Nebendarsteller       | Clark Gregg                                    | Marvel’s The Avengers                    | Javier Bardem für James Bond 007: Skyfall Michael Fassbender für Prometheus Joseph Gordon-Levitt für The Dark Knight Rises Ian McKellen für Der Hobbit – Eine unerwartete Reise Christoph Waltz für Django Unchained |
| Beste Nebendarstellerin      | Anne Hathaway                                  | The Dark Knight Rises                    | Judi Dench für James Bond 007: Skyfall Gina Gershon für Killer Joe Anne Hathaway für Les Misérables Nicole Kidman für The Paperboy Charlize Theron für Snow White and the Huntsman |
| Bester Nachwuchsschauspieler | Suraj Sharma                                   | Life of Pi: Schiffbruch mit Tiger        | CJ Adams für Das wundersame Leben von Timothy Green Tom Holland für The Impossible Daniel Huttlestone für Les Misérables Chloë Grace Moretz für Dark Shadows Quvenzhané Wallis für Beasts of the Southern Wild |

### Fernsehen
| Kategorie                             | Preisträger                | Film                        | Nominierungen |
| ------------------------------------- | -------------------------- | --------------------------- | --- |
| Beste Fernsehpräsentation             |                            | Breaking Bad                | Continuum Falling Skies Game of Thrones Mockingbird Lane Spartacus: War of the Damned Die Tore der Welt                                                                                        |
| Beste Network-Fernsehserie            |                            | Revolution                  | Elementary The Following Fringe – Grenzfälle des FBI Once Upon a Time – Es war einmal … Supernatural                                                                                           |
| Beste Syndication-/Kabel-Fernsehserie |                            | The Walking Dead            | American Horror Story Dexter The Killing Leverage True Blood |
| Beste Jugendserie                     |                            | Teen Wolf                   | Arrow Beauty and the Beast Doctor Who Merlin – Die neuen Abenteuer Vampire Diaries |
| Bester TV-Hauptdarsteller             | Kevin Bacon Bryan Cranston | The Following Breaking Bad  | Billy Burke für Revolution Michael C. Hall für Dexter Timothy Hutton für Leverage Joshua Jackson für Fringe – Grenzfälle des FBI Andrew Lincoln für The Walking Dead                           |
| Beste TV-Hauptdarstellerin            | Anna Torv                  | Fringe – Grenzfälle des FBI | Moon Bloodgood für Falling Skies Mireille Enos für The Killing Sarah Paulson für American Horror Story Charlotte Riley für Die Tore der Welt Tracy Spiridakos für Revolution                   |
| Bester TV-Nebendarsteller             | Jonathan Banks             | Breaking Bad                | Giancarlo Esposito für Revolution Todd Lasance für Spartacus: War of the Damned Colm Meaney für Hell on Wheels David Morrissey für The Walking Dead John Noble für Fringe – Grenzfälle des FBI |
| Beste TV-Nebendarstellerin            | Laurie Holden              | The Walking Dead            | Jennifer Carpenter für Dexter Sarah Carter für Falling Skies Anna Gunn für Breaking Bad Jessica Lange für American Horror Story Beth Riesgraf für Leverage                                     |
| Bester TV-Gastdarsteller              | Yvonne Strahovski          | Dexter                      | Blair Brown für Fringe – Grenzfälle des FBI Terry O’Quinn für Falling Skies Lance Reddick für Fringe – Grenzfälle des FBI Mark Sheppard für Leverage Ray Stevenson für Dexter                  |

### Homevideo
| Kategorie                                        | Preisträger | Film                                                                      | Nominierungen |
| ------------------------------------------------ | ----------- | ------------------------------------------------------------------------- | --- |
| Beste DVD-Veröffentlichung                       |             | Touchback                                                                 | Atlas Shrugged: Part II Chained Cosmopolis The Possession A Thousand Cuts |
| Beste DVD-Veröffentlichung einer Special-Edition |             | Der kleine Horrorladen (für den The Director’s Cut)                       | Der weiße Hai (für die 100th Anniversary Edition) Lawrence von Arabien (für die 50th Anniversary Collector’s Edition) Die Vampire (für die Classics Edition) Stanley Kubrick für Fear and Desire                      |
| Beste DVD-Veröffentlichung einer Fernsehserie    |             | Raumschiff Enterprise: Das nächste Jahrhundert (für die Staffeln 1 und 2) | In Search of... (für die komplette Serie) Logan's Run (für die komplette Serie) The River (für die 1. Staffel) Shazam! (für die komplette Serie) Spartacus                                                            |
| Beste DVD-Kollektion                             |             | Universal Classic Monsters: The Essentials Collection                     | Alfred Hitchcock: The Masterpiece Collection Battle Royale: The Complete Collection Bond 50: The Complete 22 Film Collection Dark Shadows: The Complete Original Series The Ultimate Buster Keaton Blu-ray Collection |